# Aéroport international de Stephenville
L'aéroport international de Stephenville est un aéroport situé à Terre-Neuve-et-Labrador, au Canada. Il a été construit par la United States Air Force.

## Situation
| \| 200 km1:9 384 000 \| Saint Lewis-Fox Harbour Black Tickle Cartwright Charlottetown Hopedale Makkovik Mary's Harbour Nain Natuashish Port Hope Simpson Postville Rigolet St. Anthony Wabush William's Harbour Gander Saint-Jean Stephenville Deer Lake Goose Bay Churchill Falls |
| 200 km1:9 384 000 |